# Phytoliriomyza cognata
Phytoliriomyza cognata är en tvåvingeart som beskrevs av Spencer 1977. Phytoliriomyza cognata ingår i släktet Phytoliriomyza och familjen minerarflugor. Inga underarter finns listade i Catalogue of Life.